# Swannington (Norfolk)
Swannington is een civil parish in het bestuurlijke gebied Broadland, in het Engelse graafschap Norfolk met 366 inwoners.